# Regra de scheimpflug

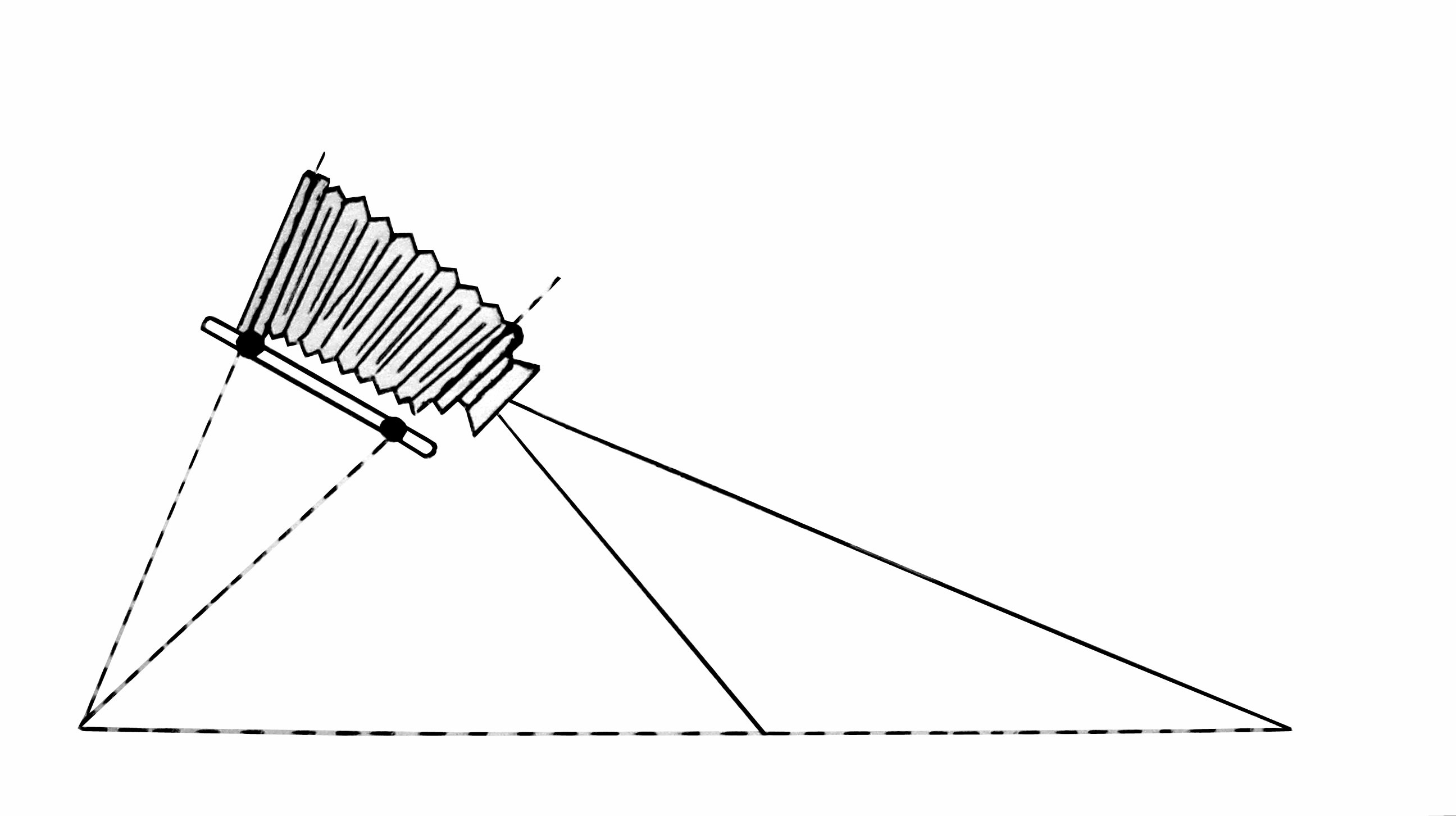
Scheimpflug ilustração

A regra de scheimpflug é a regra que define a formação da imagem focada de um objecto, mesmo que este esteja num ângulo aberto relativamente à câmara.

## Descrição
Se o objecto está dentro ângulo relativamente ao eixo da lente, podemos por vezes "trazê-lo" por completo para dentro da área de foco (círculo nítido de imagem) fechando para isso o diafragma e deste modo aumentar a profundidade de campo. O problema nem sempre pode ser corrigido simplesmente fechando o diafragma, de qualquer modo resolve muitos problemas. Uma velocidade de obturação demasiado lenta ou um diafragma muito fechado pode deteriorar a qualidade da imagem. Estas dificuldades são vulgares quando temos mesmo de utilizar diafragmas fechados para resolver o problema. No entanto quando utilizados os movimentos da máquina de grande formato baseados na lei de scheimplufg pode-se recolocar todo o objecto dentro do circulo nítido de imagem sem fechar o diafragma por completo. Isto acontece porque, segundo a lei de scheimpfug, é possível focar todo o objecto (plano) assegurando que o seu eixo se forme na sua própria superfície. O eixo da lente e da película têm obrigatoriamente que se encontrar ou convergir exactamente no mesmo ponto.